# Lophura
Lophura es un género de aves galliformes de la familia Phasianidae nativas de Asia. Reciben el nombre vulgar de faisanes, pero no deben confundirse con los miembros del género Phasianus.

## Especies
Se conocen 11 especies de Lophura:
- Lophura bulweri
- Lophura diardi
- Lophura edwardsi
- Lophura erythrophthalma
- Lophura hatinhensis
- Lophura ignita
- Lophura imperialis
- Lophura inornata
- Lophura leucomelanos
- Lophura nycthemera
- Lophura swinhoii
- Lophura rufa